# Lijst van voetbalinterlands Curaçao - Dominicaanse Republiek
Deze lijst van voetbalinterlands is een overzicht van alle officiële voetbalwedstrijden tussen de nationale teams van Curaçao en de Dominicaanse Republiek. De landen speelden tot op heden drie keer tegen elkaar. De eerste ontmoeting, een vriendschappelijke wedstrijd, werd gespeeld in San Cristóbal op 20 augustus 2011. Het laatste duel, een kwalificatiewedstrijd voor de Caribbean Cup 2017, vond plaats op 27 maart 2016 in Willemstad.

## Wedstrijden
| № | Plaats        | Datum            | Competitie                      | Wedstrijd                        | Uitslag |
| - | ------------- | ---------------- | ------------------------------- | -------------------------------- | ------- |
| 1 | San Cristóbal | 20 augustus 2011 | Vriendschappelijk               | Dominicaanse Republiek − Curaçao | 1 − 0   |
| 2 | San Cristóbal | 21 augustus 2011 | Vriendschappelijk               | Dominicaanse Republiek − Curaçao | 1 − 0   |
| 3 | Willemstad    | 27 maart 2016    | Caribbean Cup 2017 kwalificatie | Curaçao − Dominicaanse Republiek | 2 − 1   |

## Samenvatting
| Competitie                 | Totaal gespeeld | Winst Curaçao | Gelijk | Winst Dom. Rep. | Doelsaldo Curaçao – Dom. Rep. |
| -------------------------- | --------------- | ------------- | ------ | --------------- | ----------------------------- |
| Caribbean Cup kwalificatie | 1               | 1             | 0      | 0               | 2 − 1                         |
| Vriendschappelijk          | 2               | 0             | 0      | 2               | 0 − 2                         |
| Totaal                     | 2               | 2             | 0      | 0               | 2 − 3                         |

Wedstrijden bepaald door strafschoppen worden, in lijn met de FIFA, als een gelijkspel gerekend.
FFK · A-internationals · Curaçaos vrouwenelftal · Olympisch elftal
2011 – 2019 ·
2020 – 2029
2011 · 
2012 · 
2013 · 
2014 · 
2015 ·
2016 ·
2017 ·
2018 ·
2019 ·
2020 ·
2021 ·
2022 ·
2023 ·
2024 ·
2025
Amerikaanse Maagdeneilanden ·
Antigua en Barbuda ·
Argentinië ·
Aruba ·
Bahrein ·
Barbados ·
Bolivia ·
Britse Maagdeneilanden ·
Canada ·
Colombia ·
Costa Rica ·
Cuba ·
Dominicaanse Republiek ·
El Salvador ·
Grenada ·
Guatemala ·
Guyana ·
Haïti ·
Honduras ·
India ·
Indonesië ·
Jamaica ·
Kazachstan ·
Mexico ·
Montserrat ·
Nieuw-Zeeland ·
Nicaragua ·
Panama ·
Puerto Rico ·
Qatar ·
Saint Kitts en Nevis ·
Saint Lucia ·
Saint Vincent en de Grenadines ·
Suriname ·
Trinidad en Tobago ·
Verenigde Staten ·
Vietnam
FEDOFUTBOL · A-internationals · Bondscoaches · Vrouwenvoetbalelftal van de Dominicaanse Republiek
1970 – 1979 ·
1980 – 1989 ·
1990 – 1999 ·
2000 – 2009 ·
2010 – 2019 ·
2020 − 2029
Amerikaanse Maagdeneilanden ·
Anguilla ·
Antigua en Barbuda ·
Aruba ·
Bahama's ·
Barbados ·
Belize ·
Bermuda ·
Britse Maagdeneilanden ·
Chili ·
Costa Rica ·
Cuba ·
Curaçao ·
Dominica ·
El Salvador ·
Guatemala ·
Guyana ·
Haïti ·
Indonesië ·
Kaaimaneilanden ·
Montserrat ·
Nederlandse Antillen ·
Nicaragua ·
Panama ·
Peru ·
Puerto Rico ·
Saint Kitts en Nevis ·
Saint Lucia ·
Saint Vincent en de Grenadines ·
Servië ·
Suriname ·
Trinidad en Tobago ·
Turks- en Caicoseilanden ·
Venezuela ·
Verenigde Arabische Emiraten